# Америкус (Індіана)
Америкус (англ. Americus) — переписна місцевість (CDP) в США, в окрузі Тіппікану штату Індіана. Населення — 431 особа (2020).

## Географія
Америкус розташований за координатами 40°31′24″ пн. ш. 86°44′43″ зх. д. / 40.52333° пн. ш. 86.74528° зх. д. (40.523397, -86.745321).  За даними Бюро перепису населення США в 2010 році переписна місцевість мала площу 3,35 км², з яких 3,27 км² — суходіл та 0,07 км² — водойми.

## Демографія
Згідно з переписом 2010 року, у переписній місцевості мешкали 423 особи в 166 домогосподарствах у складі 129 родин. Густота населення становила 126 осіб/км².  Було 176 помешкань (53/км²).
Расовий склад населення:
| - 99,1 % — білих - 0,2 % — корінних американців - 0,2 % — чорних або афроамериканців - 0,2 % — азіатів |

До двох чи більше рас належало 0,2 %. Частка іспаномовних становила 0,9 % від усіх жителів.
За віковим діапазоном населення розподілялося таким чином: 21,7 % — особи молодші 18 років, 64,6 % — особи у віці 18—64 років, 13,7 % — особи у віці 65 років та старші. Медіана віку мешканця становила 43,7 року. На 100 осіб жіночої статі у переписній місцевості припадало 115,8 чоловіків;  на 100 жінок у віці від 18 років та старших — 117,8 чоловіків також старших 18 років.
За межею бідності перебувало 23,5 % осіб, у тому числі 41,3 % дітей у віці до 18 років та 30,6 % осіб у віці 65 років та старших.
Цивільне працевлаштоване населення становило 146 осіб. Основні галузі зайнятості: виробництво — 52,1 %, будівництво — 14,4 %, освіта, охорона здоров'я та соціальна допомога — 9,6 %, оптова торгівля — 8,2 %.